# Gamera vs. Zigra
Gamera vs. Zigra (ガメラ対深海怪獣ジグラ Gamera tai Shinkai Kaijū Jigura?), conocida en España como Gamera contra Zigra, la amenaza de los océanos, es una película japonesa de kaiju de 1971 dirigida por Noriaki Yuasa, escrita por Niisan Takahashi y producida por Yoshihiko Manabe y Hideo Nagata. Es la séptima entrega en la serie de películas de Gamera, después de Gamera vs. Jiger, que fue estrenada el año anterior. Es protagonizada por Eiko Yanami, Reiko Kasahara, Mikiko Tsubouchi y Kōji Fujiyama, y presenta a los monstruos gigantes Gamera y Zigra. 
Poco después de Gamera vs. Zigra se completó, el estudio de producción de la película, Daiei Film, se declaró en quiebra. Como resultado, la película fue distribuida por Dainichi Eihai, y se estrenó en Japón el 17 de julio de 1971. 

## Argumento
Sin previo aviso, una nave espacial alienígena ataca una base lunar japonesa. De vuelta en la Tierra, el joven Kenichi Ishikawa; su padre, el Dr. Yosuke Ishikawa; su amiga Helen Wallace; y su padre, el Dr. Tom Wallace, presencian la nave espacial que desciende hacia el océano. Van a investigar, pero pronto son capturados por un rayo de teletransportación que los lleva a bordo de la nave espacial. Dentro de la nave espacial, una mujer de aspecto humano se les aparece y revela que es de una raza alienígena llamada Zigrans. A modo de demostración de la destreza tecnológica de los Zigran, crea un terremoto gigantesco que causa estragos en Japón. Anteriormente había causado otros dos terremotos, uno en Perú y el otro en Arabia. Luego les cuenta a sus prisioneros la historia del planeta Zigra y sus grandes avances científicos que, desafortunadamente, han resultado en su destrucción; pero en la búsqueda de un nuevo hogar, Zigra ha encontrado la Tierra.
La mujer contacta a las autoridades en la Tierra y les ordena que se rindan, o ella matará a sus prisioneros. Tom declara que la mujer Zigran está loca y, enojada, envía a los dos hombres a un trance hipnótico. Kenichi y Helen toman medidas, utilizando con éxito la consola de control de la nave para escapar con sus padres. Enfurecida, Zigra ordena a la mujer que vaya a la Tierra y mate a los niños. Ella dice que sería más simple matar a toda la gente de Japón, pero Zigra le dice que los humanos deben ser preservados para que puedan ser utilizados como alimento. Ahora, Gamera, con la intención de descubrir la identidad del intruso alienígena, vuela para salvar el día y rescata a los niños y sus padres. Las autoridades de la Organización de las Naciones Unidas, después de interrogar a Kenichi y Helen, deciden atacar a Zigra. Los jets de la Fuerza de Defensa se apresuran, pero la nave espacial Zigran hace un trabajo corto con sus poderosos láseres. La mujer alienígena llega a la tierra, disfrazada de humano normal, y comienza su búsqueda de Kenichi y Helen. Ella vuelve a la instalación con un entrenador de delfines de Kamogawa Sea World, que el ejército ahora está utilizando como centro de operaciones. Ella encuentra a los dos niños, pero antes de que pueda atraparlos, huyen de ella.
Gamera comienza un asalto submarino a la nave espacial Zigran, que se transforma en un pez gigante parecido a un tiburón cuando es alcanzado por el aliento de fuego de Gamera. Zigra crece más y más y finalmente detiene a la tortuga heroica con un rayo que suspende su actividad celular. Inmovilizada, Gamera se hunde en el mar. Zigra luego se pone en contacto con la gente de la Tierra, diciendo que deberían darse por vencidos y entregarle todos los mares. De vuelta en Sea World, el entrenador de delfines y los científicos de las instalaciones descubren una forma de romper el control hipnótico del alienígena con ondas sónicas. Por lo tanto, logran desactivar a la mujer Zigran, solo para descubrir que en realidad es una mujer de la Tierra llamada Chikako Sugawara, que había estado en un vehículo lunar durante el ataque lunar inicial y fue capturada y utilizada por Zigra. El Dr. Wallace e Ishikawa emplean una batisfera en un intento de despertar a Gamera, solo para descubrir que Kenichi y Helen se han escondido a bordo. Zigra los ataca repentinamente y nuevamente exige la rendición inmediata de la Tierra o destruirá la Batisfera. El comandante de la Organización de las Naciones Unidas acepta a regañadientes los términos del alienígena.
Una tormenta eléctrica se acerca a la bahía y un par de rayos revive a Gamera, quien toma sigilosamente la batisfera del fondo del mar cuando Zigra no está mirando y la devuelve a la superficie. Gamera y Zigra se enfrentan por última vez y Zigra, utilizando su versatilidad superior bajo el agua, corta el pecho de Gamera con su aleta dorsal en forma de cuchilla. Gamera agarra a Zigra, vuela en el aire con él y luego lo deja caer a gran velocidad, golpeando al monstruo alienígena en la tierra. Zigra se levanta torpemente sobre sus aletas traseras para luchar contra Gamera. Gamera incapacita aún más a Zigra al atravesar una roca por su nariz y sujetarla al suelo. Gamera agarra otra roca y la usa, como un mazo usado para tocar un Xilófono, para tocar el tema de Gamera en las aletas dorsales de Zigra. Finalmente, Gamera mata a Zigra prendiendo fuego a su cuerpo con su aliento de fuego, reduciéndolo a cenizas en una conflagración masiva.

## Reparto
- Eiko Yanami como Woman X / Chikako Sugawara.
- Reiko Kasahara como Kiyoko Ishikawa.
- Mikiko Tsubouchi como Mrs. Ishikawa
- Kōji Fujiyama como Tom Wallace.
- Isamu Saeki como Dr. Yosuke Ishikawa
- Yasushi Sakagami como Kenichi Ishikawa.
- Arlene Zoellner
- Gloria Zoellner
- Shin Minatsu

## Producción
Gamera vs. Zigra tenía un presupuesto de 35,000,000 yenes, que era aproximadamente $97,000. Poco después de que se completara la película, su productora Daiei Film se declaró en quiebra, por lo que la distribuiría Dainichi Eihai.

## Estreno
Gamera vs. Zigra se estrenó en Japón el 17 de julio de 1971.